# 勅使川原真衣
勅使川原 真衣（てしがわら まい、1982年 - ）は、日本の組織開発専門家。
専門は性格行動特性を活用した組織開発。

## 経歴
神奈川県横浜市生まれ。慶應義塾大学環境情報学部卒業、東京大学大学院教育学研究科修士課程修了（指導教官は苅谷剛彦）。
BCG（ボストンコンサルティンググループ）などの外資コンサルティングファーム勤務を経て2017年、組織開発を専門とする、おのみず株式会社を設立。企業や病院、学校などを支援する。
2児の母。
2020年から乳ガン闘病中。

## 著書

### 単著
- 『「能力」の生きづらさをほぐす』（どく社、2022年）- 紀伊國屋じんぶん大賞2024 第8位[3]
- 『働くということ 「能力主義」を超えて』（集英社、2024年）- 中央公論新書大賞2025 第5位[4]
- 『職場で傷つく〜リーダーのための「傷つき」から始める組織開発』（大和書房、2024）
- 『格差の"格"ってなんですか？ 無自覚な能力主義と特権性』（朝日新聞出版、2025年）
- 『学歴社会は誰のため』 (PHP新書、2025年)

### 編著
- 『「これくらいできないと困るのはきみだよ」？』（東洋館出版社、2024年）- 野口晃菜、竹端寛、武田緑、川上康則との対談集

## 連載
- 『「よりよい社会」と言うならば』朝日新聞デジタル「Re:Ron」、2023年6月〜2024年7月（全12回）
- 『みんなの職員室』教育開発研究所『教職研修』、2024年4月〜
- 『ニッポン新潮流』PHP研究所『Voice』、2024年8月〜
- 『「脱・能力主義」の挑戦』 日経ビジネス電子版、2024年11月〜